# Amy H. Herring

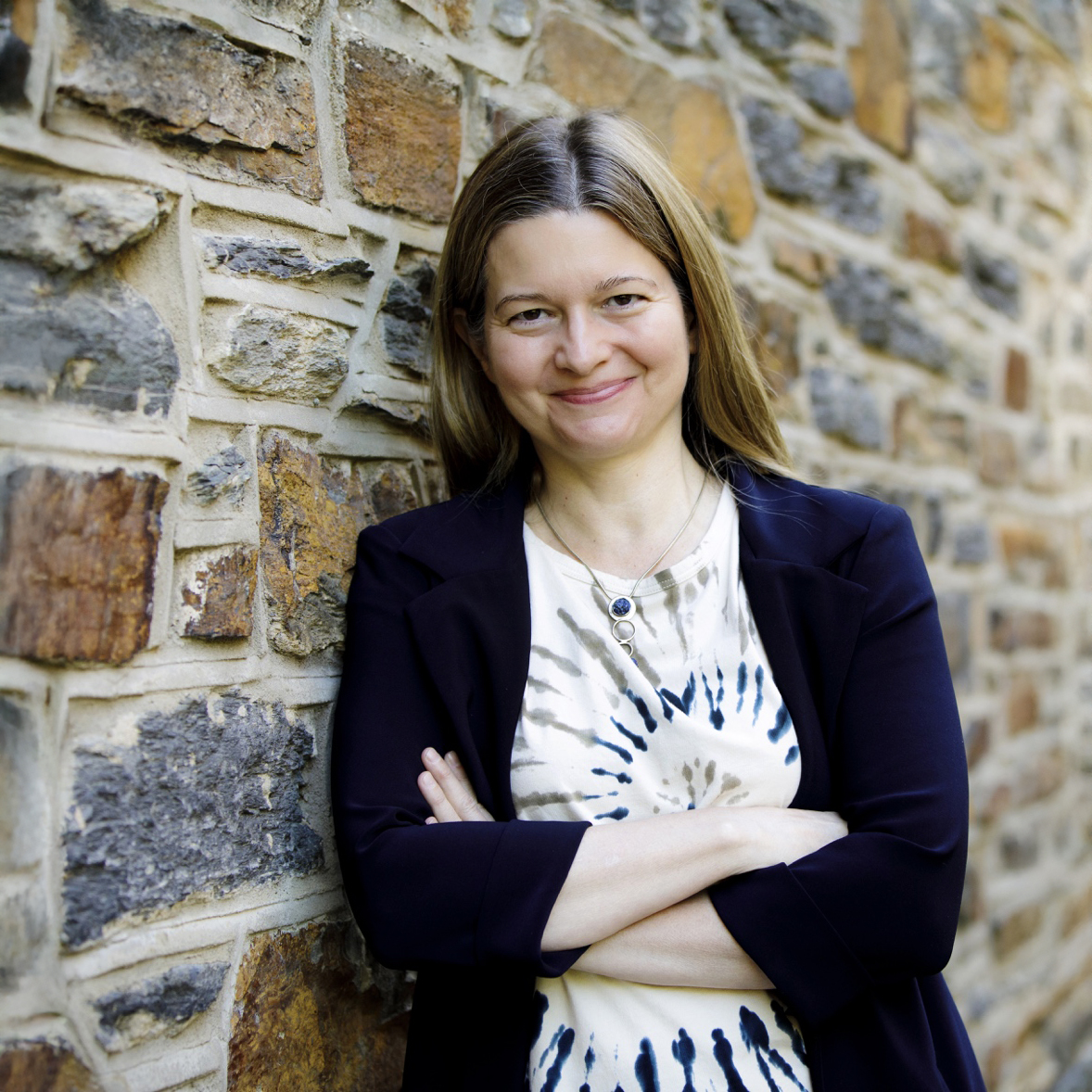
Amy H. Herring

Amy H. Herring ist eine amerikanische Bio-Wissenschaftlerin. Sie ist an der Universität North Carolina Professorin für Biostatistik.

## Leben und Ausbildung
1995 erhielt Herring an der University of Mississippi einen BA in English Mathematik. 2000 erlangte sie den Grad des ScD an der Harvard University in Biostatistik. Ihre Doktorarbeit trug den Titel Missing Covariates in Survival Analysis.

## Wissenschaft
2013 sorgte ein Artikel von ihr im British Medical Journal für Aufsehen, indem sie eine Studie vorstellt, in der 45 von rund 7800 befragen amerikanischen Müttern angaben, schwanger geworden zu sein, obwohl sie nie Sex hatten. Die Autoren führen die vermeintlichen Jungfrauengeburten auf die Mutation und die Zellteilung einem halben Prozent aller befragten Frauen zurück.